# Turnera hindsiana
Turnera hindsiana är en passionsblomsväxtart. Turnera hindsiana ingår i släktet Turnera och familjen passionsblomsväxter.

## Underarter
Arten delas in i följande underarter:
- T. h. brachyantha
- T. h. hindsiana